# 2024–2025-ös szlovák labdarúgó-bajnokság (első osztály)
A 2024–2025-ös szlovák labdarúgó-bajnokság (hivatalos nevén Niké liga) a szlovák labdarúgó-bajnokság legmagasabb osztályának 32. kiírása. A címvédő az ŠK Slovan Bratislava.

## A bajnokság rendszere
A pontvadászat 12 csapat részvételével zajlott, a csapatok őszi-tavaszi lebonyolításban három teljes körös rendszerben mérkőztek meg egymással. Minden csapat minden csapattal háromszor játszott, kétszer pályaválasztóként, egyszer idegenben, vagy ennek ellentéteként egyszer pályaválasztóként, kétszer pedig idegenben. 
A pontvadászat végső sorrendjét a 33 bajnoki forduló eredményei határozzák meg a szerzett összpontszám alapján kialakított rangsor szerint. A mérkőzések győztes csapatai 3 pontot, döntetlen esetén mindkét csapat 1-1 pontot kap. Vereség esetén nem jár pont.
Azonos összpontszám esetén a bajnokság sorrendjét az alábbi szempontok alapján határozzák meg:
1. az egymás ellen játszott bajnoki mérkőzések pontkülönbsége;
2. az egymás ellen játszott bajnoki mérkőzések gólkülönbsége;
3. az egymás ellen játszott bajnoki mérkőzéseken szerzett gólok száma;
4. a bajnoki mérkőzések gólkülönbsége;
5. a bajnoki mérkőzéseken szerzett gólok száma;

## Részt vevő csapatok
| Csapat                | Város          | Stadion                   |
| --------------------- | -------------- | ------------------------- |
| AS Trenčín            | Trencsén       | na Sihoti Stadion         |
| Dunajská Streda       | Dunaszerdahely | MOL Aréna                 |
| Spartak Trnava        | Nagyszombat    | Anton Malatinský Stadion  |
| FC Košice             | Kassa          | Košická futbalová aréna   |
| Podbrezová            | Zólyombrézó    | ZELPO Aréna               |
| Dukla Banská Bystrica | Besztercebánya | Národný Atletický Štadion |
| Ružomberok            | Rózsahegy      | MFK Ružomberok Stadion    |
| Skalica               | Szakolca       | Mestský štadion Skalica   |
| Komárno               | Komárom        | Štadión FC ViOn           |
| Zemplín Michalovce    | Nagymihály     | Mestský futbalový štadión |
| Žilina                | Zsolna         | Štadión Pod Dubňom        |
| ŠK Slovan Bratislava  | Pozsony        | Tehelné pole              |

## Az alapszakasz eredménye
| Hely. | Csapat                | M  | Gy | D  | V  | G+ | G– | Gk  | P  | Továbbjutás |
| ----- | --------------------- | -- | -- | -- | -- | -- | -- | --- | -- | ----------- |
| 1.    | Slovan Bratislava     | 22 | 15 | 4  | 3  | 48 | 25 | +23 | 49 | felsőház    |
| 2.    | Žilina                | 22 | 13 | 6  | 3  | 42 | 20 | +22 | 45 | felsőház    |
| 3.    | Spartak Trnava        | 22 | 12 | 8  | 2  | 34 | 17 | +17 | 44 | felsőház    |
| 4.    | DAC Dunajská Streda   | 22 | 8  | 8  | 6  | 32 | 22 | +10 | 32 | felsőház    |
| 5.    | Podbrezová            | 22 | 7  | 9  | 6  | 31 | 29 | +2  | 30 | felsőház    |
| 6.    | Košice                | 22 | 7  | 8  | 7  | 31 | 25 | +6  | 29 | felsőház    |
| 7.    | Zemplín Michalovce    | 22 | 6  | 9  | 7  | 28 | 34 | −6  | 27 | alsóház     |
| 8.    | Komárno               | 22 | 6  | 4  | 12 | 24 | 38 | −14 | 22 | alsóház     |
| 9.    | Ružomberok            | 22 | 5  | 5  | 12 | 22 | 39 | −17 | 20 | alsóház     |
| 10.   | Trenčín               | 22 | 3  | 11 | 8  | 22 | 35 | −13 | 20 | alsóház     |
| 11.   | Skalica               | 22 | 4  | 7  | 11 | 21 | 35 | −14 | 19 | alsóház     |
| 12.   | Dukla Banská Bystrica | 22 | 4  | 5  | 13 | 22 | 38 | −16 | 17 | alsóház     |

- az egymás ellen játszott bajnoki mérkőzések pontkülönbsége;
- az egymás ellen játszott bajnoki mérkőzések gólkülönbsége;
- az egymás ellen játszott bajnoki mérkőzéseken szerzett gólok száma;
- a bajnoki mérkőzések gólkülönbsége;
- a bajnoki mérkőzéseken szerzett gólok száma;

## Felsőház
| Hely. | Csapat                | M  | Gy | D  | V  | G+ | G– | Gk  | P  | Továbbjutás                                          |
| ----- | --------------------- | -- | -- | -- | -- | -- | -- | --- | -- | ---------------------------------------------------- |
| 1.    | Slovan Bratislava (B) | 32 | 22 | 6  | 4  | 74 | 39 | +35 | 72 | Bajnokok ligája 1. selejtezőkör                      |
| 2.    | Žilina                | 32 | 15 | 9  | 8  | 55 | 40 | +15 | 54 | Európa Konferencia Liga 1. selejtezőkör              |
| 3.    | Spartak Trnava        | 32 | 14 | 10 | 8  | 46 | 34 | +12 | 52 | Európa Konferencia Liga 2. selejtezőkör              |
| 4.    | DAC Dunajská Streda   | 32 | 13 | 12 | 7  | 48 | 34 | +14 | 51 | Európa Konferencia Liga indulásért való pótselejtező |
| 5.    | Košice                | 32 | 11 | 11 | 10 | 45 | 38 | +7  | 44 | Európa Konferencia Liga indulásért való pótselejtező |
| 6.    | Podbrezová            | 32 | 8  | 13 | 11 | 40 | 43 | −3  | 37 | Európa Konferencia Liga indulásért való pótselejtező |

1. ↑  A Spartak Trnava a Szlovák Kupa-győztesként kvalifikálta magát az Európa-liga 2. selejtezőkörébe.

## Alsóház
| Hely. | Csapat                | M  | Gy | D  | V  | G+ | G– | Gk  | P  | Továbbjutás vagy kiesés                              |
| ----- | --------------------- | -- | -- | -- | -- | -- | -- | --- | -- | ---------------------------------------------------- |
| 1.    | Zemplín Michalovce    | 32 | 10 | 10 | 12 | 48 | 56 | −8  | 40 | Európa Konferencia Liga indulásért való pótselejtező |
| 2.    | Komárno               | 32 | 11 | 6  | 15 | 36 | 48 | −12 | 39 |                                                      |
| 3.    | Skalica               | 32 | 10 | 8  | 14 | 36 | 45 | −9  | 38 |                                                      |
| 4.    | Ružomberok            | 32 | 10 | 6  | 16 | 35 | 50 | −15 | 36 |                                                      |
| 5.    | Trenčín               | 32 | 7  | 14 | 11 | 34 | 48 | −14 | 35 | Osztályozó                                           |
| 6.    | Dukla Banská Bystrica | 32 | 5  | 7  | 20 | 35 | 60 | −25 | 22 | Kiesés                                               |

## Európa Konferencia Liga indulásért való pótselejtező

### Elődöntő
| 2025. május 20. 17:30 |

| Košice                                 | 2–2               | Podbrezová                          |
| -------------------------------------- | ----------------- | ----------------------------------- |
| Faško 15' Niarkosz 16'                 | (2–1) Jegyzőkönyv | Yirajang 33' Kováčik 58'            |
| Büntetőpárbaj                          |                   |                                     |
| Faško Kružliak Jakubko Innocenti Sovič | 4–5               | Kováčik Juritka Galčík Koštrna Deml |

| Košická futbalová aréna, Kassa Nézőszám: 2857 Játékvezető: Martin Dohál |

| 2025. május 20. 20:00 |

| DAC 1904                    | 2–1               | Zemplín Michalovce |
| --------------------------- | ----------------- | ------------------ |
| Kacharaba 43' Đukanović 57' | (1–1) Jegyzőkönyv | Kyziridis 15'      |

| MOL Aréna, Dunaszerdahely Nézőszám: 3,950 Játékvezető: Peter Ziemba |

### Döntő
| 2025. május 23. 18:00 |

| DAC 1904                  | 3–2               | Podbrezová           |
| ------------------------- | ----------------- | -------------------- |
| Ramadan 10' 84' Sylla 26' | (2–1) Jegyzőkönyv | Paraj 24' Smékal 71' |

| MOL Aréna, Dunaszerdahely Nézőszám: 5382 Játékvezető: Michal Očenáš |

## Osztályozó
Az osztályozó mérkőzést a bajnokság 11. helyezettje és a 2.Liga ezüstérmese között rendezik meg.
| 2025. május 20. 20:00 |

| Zlaté Moravce | 1–1               | Trenčín   |
| ------------- | ----------------- | --------- |
| Kuzma 13'     | (1–0) Jegyzőkönyv | Emeka 53' |

| ViOn Aréna, Aranyosmarót Nézőszám: 2886 Játékvezető: Filip Glova |

| 2025. május 24. 17:00 |

| Trenčín                                                | 4–2               | Zlaté Moravce              |
| ------------------------------------------------------ | ----------------- | -------------------------- |
| Skovajsa 5' Emeka 47' Gajdoš 63' (11-esből) Khan 90+5' | (1–1) Jegyzőkönyv | Kadlec 21' Helebrand 90+3' |

| Nézőszám: 2225 Játékvezető: Ivan Kružliak |

## Statisztika

### Góllövőlista
Frissítve: 2025. május 18.
| # | Játékos                 | Klub                  | Gólok száma |
| - | ----------------------- | --------------------- | ----------- |
| 1 | Tigran Barsegján        | Slovan Bratislava     | 20          |
| 1 | David Strelec           | Slovan Bratislava     | 20          |
| 3 | Alexandrosz Kiziridisz1 | Michalovce            | 14          |
| 4 | Martin Rymarenko        | Dukla Banská Bystrica | 13          |
| 5 | Matej Trusa             | DAC Dunajská Streda   | 10          |
| 5 | Dávid Ďuriš             | Žilina                | 10          |
| 5 | Róbert Mak              | Slovan Bratislava     | 10          |
| 5 | Jan Hladík              | Ružomberok            | 10          |
| 9 | Žan Medved              | Košice                | 9           |
| 9 | Kelvin Ofori            | Spartak Trnava        | 9           |
| 9 | Ammar Ramadan           | DAC Dunajská Streda   | 9           |